# メアリー・ピックフォード (カクテル)
メアリー・ ピックフォード（英: Mary Pickford）は、アメリカ合衆国における禁酒法時代に発祥したラム酒をベースとしたカクテル。ラム酒とパイナップルジュース、グレナデン・シロップ、マラスキーノをシェイクし、カクテル・グラスで供される。しばしばマラスキーノ・チェリーが添えられる。
カクテルの名称は、「アメリカの恋人」と呼ばれて親しまれたカナダ出身のサイレント映画女優メアリー・ピックフォードに因む。1920年にキューバの首都ハバナのセビリア・ビルトモア・ホテルのエディ・ウォークか、同じくハバナのナショナル・デ・キューバ・ホテルのフレッド・コーフマンによって1926年に考案されたとされる。

## レシピの例
国際バーテンダー協会によるレシピを以下に記す。
材料
- ラム酒（ホワイト・ラム） - 45ml
- パイナップルジュース - 45ml
- マラスキーノ - 7.5ml
- グレナデン・シロップ - 5ml

作り方
1. 材料をシェイクし、カクテル・グラスに注ぐ。